# Американская федерация труда — Конгресс производственных профсоюзов
Американская федерация труда — Конгресс производственных профсоюзов (AFL—CIO) (англ. American Federation of Labor and Congress of Industrial Organizations) — крупнейшее в США объединение профсоюзов, объединяющее 57 национальных и международных профсоюзов, представляющих (по состоянию на конец 2008 год) более 11 миллионов рабочих, около 11,1 % работников страны.

## История
AFL—CIO было сформирована в 1955 году, путём объединения Американской федерации труда (AFL) и Конгресса производственных профсоюзов США (CIO), достигнутый после жесткого тридцатилетнего противостояния. Первым президентом AFL—CIO был Джордж Мини, возглавлявший профобъединение с 1955 по 1979.
После объединения и вплоть до 2005 года. AFL—CIO представляло почти всех состоящих в профсоюзах рабочих США. В 2005 несколько крупных ведомственных профсоюзов вышли из состава AFL—CIO. Доля американских рабочих — членов профсоюзов, объединяемых АФТ — КПП, упала с 22,5 % в 1954 году до меньше 10 % в 2013 году.
Крупнейшее отраслевое подразделение AFL—CIO — Американская федерация государственных, региональных и муниципальных служащих (AFSCME), в которой состоит более миллиона человек. В 2009 году к AFL—CIO присоединился профсоюз UNITE HERE, объединяющий около 265 тысяч работников текстильной промышленности и гостиничной индустрии.
В августе 2021 года умер Ричард Трумка. На должность президента была избрана Лиз Шулер.

## Организационная структура
AFL—CIO управляется представителями участвующих в ней профсоюзов, которые раз в 4 года проводят съезд делегатов, выбираемых в профсоюзах на основе пропорционального представительства. Съезд избирает руководящий аппарат объединения, определяет политику и бюджет союза.
В руководящий аппарат AFL—CIO входят президент, секретарь-казначей, исполнительный вице-президент и 43 вице-президента — по числу участвующих в объединении профсоюзов.
Аппарат образует собой Исполнительный совет, который руководит объединением между съездами. Совет собирается не менее двух раз в год (практически — 5—6 раз) и непосредственно решает текущие вопросы управления союзом. Кроме того, Совет формирует Координационные комитеты по географическому или отраслевому принципу, которые занимаются переговорами и организацией акций по своему направлению.
Кроме аппарата, в руководстве AFL—CIO участвует Общий Совет, в который входят руководители и по 4 представителя от профсоюзов, образующих союз. В компетенцию Общего совета входит только обсуждение вопросов: никаких решений он принимать не полномочен.
При федерации действует организационный институт, созданный в 1989 году для подготовки профсоюзных организаторов, обучивший более 10 тысяч человек.

## Список руководителей
- Джордж Мини (1955—1979)
- Лейн Киркланд (1979—1995)
- Томас Донахью (1995)
- Джон Суини (1995—2009)
- Ричард Трумка (2009—2021)
- Лиз Шулер (2021 — н. в.)